# Shelburne Falls
Shelburne Falls es un lugar designado por el censo ubicado en el condado de Franklin en el estado estadounidense de Massachusetts. En el Censo de 2010 tenía una población de 1.731 habitantes y una densidad poblacional de 255,29 personas por km².

## Geografía
Shelburne Falls se encuentra ubicado en las coordenadas 42°36′34″N 72°44′49″O / 42.60944, -72.74694. Según la Oficina del Censo de los Estados Unidos, Shelburne Falls tiene una superficie total de 6.78 km², de la cual 6.57 km² corresponden a tierra firme y (3.13%) 0.21 km² es agua.

## Demografía
Según el censo de 2010, había 1.731 personas residiendo en Shelburne Falls. La densidad de población era de 255,29 hab./km². De los 1.731 habitantes, Shelburne Falls estaba compuesto por el 95.44% blancos, el 0.35% eran afroamericanos, el 0.17% eran amerindios, el 1.56% eran asiáticos, el 0% eran isleños del Pacífico, el 0.17% eran de otras razas y el 2.31% pertenecían a dos o más razas. Del total de la población el 1.44% eran hispanos o latinos de cualquier raza.